# Lãnh thổ Hoa Kỳ
Lãnh thổ Hoa Kỳ (tiếng Anh: United States territory) là bất cứ vùng đất mở rộng nào nằm dưới thẩm quyền pháp lý của chính phủ liên bang Hoa Kỳ, trong đó gồm có tất cả những vùng nước (quanh các đảo hay thềm lục địa) và tất cả các con tàu của Hải quân Hoa Kỳ. Theo truyền thống, Hoa Kỳ luôn tuyên bố chủ quyền đối với việc khám phá, khai thác, bảo tồn và quản lý lãnh thổ của mình. Tầm mức lãnh thổ như thế bao gồm tất cả các khu vực thuộc sở hữu hay được đặt dưới quyền của chính phủ liên bang Hoa Kỳ (chúng bao gồm những mảnh đất nằm xa Hoa Kỳ) cho mục đích hành chính và các mục đích khác. Toàn bộ lãnh thổ Hoa Kỳ bao gồm tập hợp các phân cấp hành chính.

## Lãnh thổ của Hoa Kỳ
Lãnh thổ Hoa Kỳ bao gồm bất cứ địa dư nào nằm dưới quyền kiểm soát của chính phủ liên bang Hoa Kỳ. Nhiều phân cấp hành chính, khu vực và vùng khác nhau đều nằm dưới sự giám sát của chính phủ liên bang Hoa Kỳ. Lãnh thổ Hoa Kỳ bao gồm các khu vực địa dư có định nghĩa rõ rệt và ám chỉ đến một vùng đất, vùng không hay vùng biển nằm dưới thẩm quyền của chính phủ liên bang Hoa Kỳ (nhưng không chỉ giới hạn vào các vùng như vừa nói). Tầm mức lãnh thổ là tất cả các vùng sở hữu hay dưới thẩm quyền của chính phủ liên bang Hoa Kỳ (chúng bao gồm các vùng đất nằm xa Hoa Kỳ) cho mục đích hành chính hay mục đích khác.

### Hiến pháp Hoa Kỳ

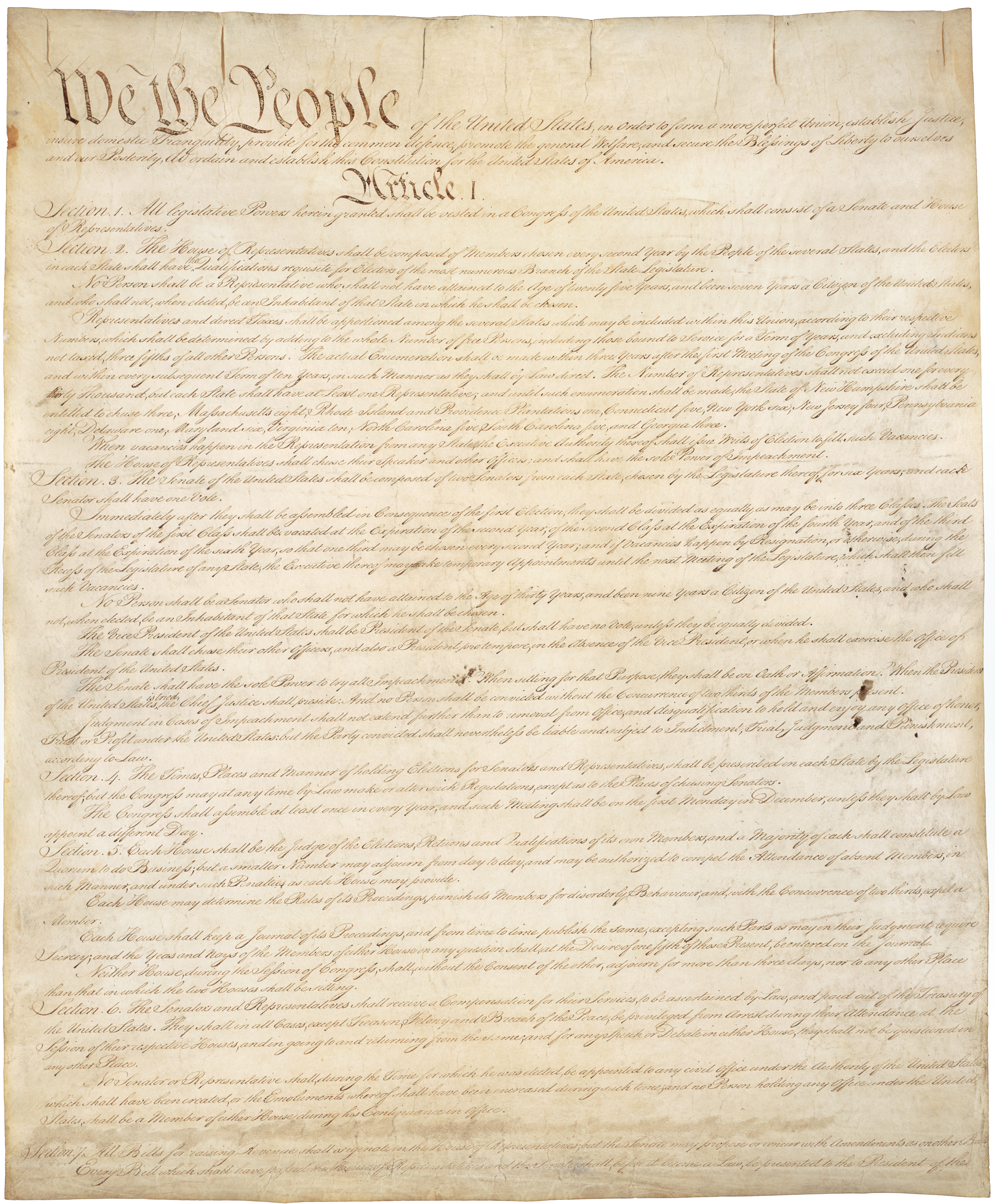
Bản gốc Hiến pháp Hoa Kỳ.

Theo Điều khoản IV, Hiến pháp Hoa Kỳ, lãnh thổ là đối tượng và là sở hữu của Hoa Kỳ (nhưng không nhất thiết phải nằm bên trong biên giới quốc gia hay bất cứ tiểu bang các biệt nào). Điều này có nghĩa là lãnh thổ còn gồm có những mãng đất hay nước không nằm bên trong ranh giới của một tiểu bang và chưa được thu nhận vào liên bang với tư cách là một tiểu bang.
Hiến pháp Hoa Kỳ có nói rằng:
Quốc hội sẽ có quyền lực tùy ý vận dụng và tạo ra các luật lệ và quy định cần thiết có liên quan đến lãnh thổ hay các tài sản khác thuộc Hoa Kỳ; và không có điều gì trong Hiến pháp này sẽ được sử dụng để diễn giải nhằm đặt thành định kiến cho bất cử tuyên bổ chủ quyền nào của Hoa Kỳ, hay của bất cử tiểu bang riêng biệt nào.— Điều khoản IV, Hiến pháp Hoa Kỳ

### Quốc hội Hoa Kỳ
Quốc hội Hoa Kỳ sở hữu quyền lực sắp đặt các chính quyền lãnh thổ nằm bên trong địa giới của Hoa Kỳ. Quyền lực của quốc hội đối với một lãnh thổ như thế là độc nhất và toàn bộ. Pháp chế của quốc hội thì không thể bị kiềm chế trừ trường hợp lãnh thổ bị nhượng bỏ. Quốc hội được trao quyền độc nhất và toàn bộ để sắp đặt ra các phân cấp hành chính của lãnh thổ Hoa Kỳ.

### Tối cao Pháp viện Hoa Kỳ
Tất cả lãnh thổ dưới quyền kiểm soát của chính phủ liên bang được xem là một phần của "Hoa Kỳ" cho mục đích luật pháp. Từ năm 1901–1905, Tối cao Pháp viện Hoa Kỳ trong một loạt ý kiến được biết đến với tên gọi Các trường hợp Vùng quốc hải đã phán quyết rằng Hiến pháp Hoa Kỳ mở rộng ex proprio vigore đến các lãnh thổ. Tuy nhiên, toà án trong các vụ này cũng đã thiết lập ra học thuyết về "sự hợp nhất lãnh thổ". Theo học thuyết này, Hiến pháp Hoa Kỳ chỉ được áp dụng hoàn toàn đối với các lãnh thổ hợp nhất (hợp nhất có nghĩa là vĩnh viễn không tách rời khỏi Hoa Kỳ), thí dụ như Lãnh thổ Alaska và Lãnh thổ Hawaii trong khi đó nó chỉ được áp dụng một phần tại các lãnh thổ mới chưa được hợp nhất (chưa hợp nhất có nghĩa là có thể bị tách rời khỏi Hoa Kỳ) là Puerto Rico, Guam và Philippines.

### Bộ Nội vụ Hoa Kỳ
Bộ Nội vụ Hoa Kỳ có trách nhiệm điều hành các công việc của chính phủ liên bang bên trong các lãnh thổ của Hoa Kỳ. Bộ Nội vụ Hoa Kỳ có một phạm vi trách nhiệm rộng lớn (gồm có điều chỉnh và quy định về các chính phủ lãnh thổ và trông coi cơ bản các khu vực công thổ, et al.). Bộ Nội vụ Hoa Kỳ không có trách nhiệm trông coi chính quyền địa phương hay quản trị dân sự trừ trường hợp của các khu dành riêng cho người bản địa Mỹ qua Văn phòng Bản địa vụ. Các lãnh thổ được điều hành qua Văn phòng Quốc hải vụ.

## Phân cấp hành chính Hoa Kỳ

### Đặc khu, tiểu bang, quận, thành phố, và xã
Các lãnh thổ được phân cấp thành các khu quản trị hợp pháp. Đó là các khu vực địa lý nằm dưới quyền lực của một chính quyền. Thí dụ, Samoa thuộc Mỹ là một lãnh thổ của chính phủ Hoa Kỳ. Các tiểu bang của Hoa Kỳ tạo ra chính phủ liên bang và Hiến pháp Hoa Kỳ và cùng nhau kết thành quốc gia có chủ quyền Hoa Kỳ. Hoa Kỳ, chớ không phải các tiểu bang cá biệt, thực thi các quan hệ ngoại giao dưới Hiến pháp Hoa Kỳ. Đặc khu Columbia nằm dưới thẩm quyền trực tiếp của Quốc hội Hoa Kỳ, và được thành lập từ lãnh thổ cắt nhượng của các tiểu bang Maryland và Virginia. Tuy nhiên sau này toàn bộ phần lãnh thổ do tiểu bang Virginia nhượng lại đã được giao trả lại cho tiểu bang.
Hoa Kỳ lục địa, Hawaii, và Alaska được phân cấp thành các vùng hành chính nhỏ hơn. Các phân cấp này được gọi là quận (tiếng Anh gọi là county tại 48 trong số 50 tiểu bang, borough tại Alaska và parish tại Louisiana). Một quân có thể gồm có một số thành phố và thị trấn, hay chỉ một phần của hai loại đơn vị vừa kể (có nhiều thành phố hay thị trấn nằm lần sang các quận khác). Các quận này có các cấp độ pháp lý và chính trị khác nhau. Một xã tại Hoa Kỳ là một khu vực địa lý nhỏ. Thuật từ này được sử dụng hai cách khác nhau: một xã khảo sát chỉ đơn giản là một khu vực địa lý được dùng để định nghĩa vị trí của bất động sản trong khế ước hay giấy cấp quyền sử dụng đất; một xã dân sự là một đơn vị chính quyền địa phương, ban đầu được sử dụng cho các khu vực nông thôn.
Các vùng biệt lập của liên bang, thí dụ như các căn cứ quân sự trong nước và các công viên quốc gia đều do chính phủ liên bang trực tiếp quản trị. Theo các cấp độ khác nhau, chính phủ liên bang thực thi quyền hạn thẩm quyền pháp lý song song cùng với các tiểu bang tại những nơi đất liên bang là một phần lãnh thổ trước đây được giao cho tiểu bang quản lý.

### Lịch sử lãnh thổ Hoa Kỳ
Theo thời gian, các lãnh thổ được tổ chức có lập pháp riêng biệt, dưới quyền của một thống đốc lãnh thổ và các viên chức khác do tổng thống bổ nhiệm và phải được Thượng viện Hoa Kỳ chấp thuận. Trong lịch sử, lãnh thổ thường được phân thành lãnh thổ có tổ chức (có chính quyền) và lãnh thổ chưa tổ chức. Một lãnh thổ chưa tổ chức xưa kia thường là lãnh thổ không có người ở hay là lãnh thổ được chính phủ liên bang dành riêng ra cho người bản địa Mỹ và các dân tộc bản địa khác cho đến một thời gian nào đó dân số phát triển tràn ngập các khu vực này. Trong thời hiện tại, các lãnh thổ "chưa tổ chức" được dùng để ám chỉ đến cấp độ chính quyền tự trị tại một lãnh thổ.
Theo kết quả của một số vụ pháp lý tại Tối cao Pháp viện Hoa Kỳ sau Chiến tranh Tây Ban Nha-Mỹ, Hoa Kỳ phải quyết định cách xử lý các lãnh thổ vừa mới thu được của mình, thí dụ như Philippines, Puerto Rico, Guam, Đảo Wake, và các khu vực khác nữa không thuộc lục địa Bắc Mỹ và vì thế không nhất thiết phải được định đoạt thành một phần của liên bang Hoa Kỳ. Hậu quả từ các phán quyết của Tối cao Pháp viện Hoa Kỳ, Hoa Kỳ kể từ đó đã định nghĩa rõ rệt giữa các lãnh thổ hợp nhất và các lãnh thổ chưa hợp nhất. Theo bản chất thì một lãnh thổ hợp nhất là vùng đất đã được sáp nhập và không thể bị tách rời khỏi chủ quyền của Hoa Kỳ và vì thế Hiến pháp Hoa Kỳ được áp dụng hoàn toàn tại lãnh thổ hợp nhất. Một lãnh thổ chưa hợp nhất là vùng đất do Hoa Kỳ nắm giữ và là vùng đất mà Quốc hội Hoa Kỳ chỉ áp dụng một phần Hiến pháp có chọn lọc dành cho lãnh thổ này. Tại thời điểm hiện tại, lãnh thổ hợp nhất duy nhất của Hoa Kỳ là Đảo Palmyra không có người sinh sống và chưa được tổ chức.
- Các phần đất tuyên bố chủ quyền của các tiểu bang và các vùng đất nhượng lại cho chính phủ liên bang (1782–1802)
- Thu nhận các tiểu bang vào liên bang và mở rộng lãnh thổ, Cục Điều tra Dân số Hoa Kỳ
- Mở rộng lãnh thổ Hoa Kỳ
- Các tiểu bang và các lãnh thổ của Hoa Kỳ, ngày 21 tháng 8 năm 1959 đến nay

### Vùng quốc hải

Bản đồ các vùng quốc hải Hoa Kỳ.

Hoa Kỳ hiện tại điều hành quản lý 16 lãnh thổ được gọi là các vùng quốc hải:
| - Samoa thuộc Mỹ - Guam - Quần đảo Bắc Mariana - Puerto Rico - Quần đảo Virgin thuộc Mỹ | - Các tiểu đảo xa của Hoa Kỳ - Bãi Bajo Nuevo - Đảo Baker - Đảo Howland - Đảo Jarvis - Đảo Johnston - Đảo đá Kingman - Đảo Midway - Đảo Navassa - Đảo Palmyra - Bãi Serranilla - Đảo Wake |

Đảo Palmyra là lãnh thổ hợp nhất duy nhất còn lại, không có chính quyền nên được gọi là chưa được tổ chức. Các vùng quốc hải còn là các lãnh thổ chưa hợp nhất của Hoa Kỳ. Puerto Rico và Quần đảo Bắc Mariana được xếp loại là thịnh vượng chung.

### Các khu vực phụ thuộc
Một vài đảo trong Thái Bình Dương và Biển Caribbe là các lãnh thổ phụ thuộc của Hoa Kỳ.
Căn cứ Hải quân Vịnh Guantanamo nằm trong vịnh Guantanamo của Cuba do Hoa Kỳ quản lý theo khế ước thuê mướn vĩnh viễn, rất tương tự như Vùng Kinh đào Panama từng như thế trước khi ký kết Hiệp ước Torrijos-Carter. Chỉ khi nào có thỏa ước hổ tương về việc trao lại khu vực này thì mới chấm dứt khế ước thuê mướn.
Từ ngày 18 tháng 7 năm 1947 cho đến ngày 1 tháng 10 năm 1994, Hoa Kỳ đã quản lý Lãnh thổ Ủy thác Quần đảo Thái Bình Dương nhưng lãnh thổ ủy thác này không tồn tại khi quốc gia thành viên cuối cùng là Palau giành được độc lập để trở thành Cộng hòa Palau. Kệnh đào Panama cùng với vùng kênh đào nằm quanh nó từng là lãnh thổ do Hoa Kỳ quản lý cho đến năm 1999 khi Hoa Kỳ từ bỏ chủ quyền về trao trả lại cho Panama.
Hoa Kỳ không có tuyên bố chủ quyền tại Nam Cực nhưng giữ quyền làm thế.

## Vùng biển của Hoa Kỳ
Chính phủ Hoa Kỳ có tuyên bổ chủ quyền đối với đại dương dựa theo Công ước Liên Hợp Quốc về Luật biển, theo đó lãnh hải được xác định là vùng nước nằm gần vùng biển và vùng đất của một quốc gia. Hoa Kỳ bảo vệ môi trường biển này, tuy nhiên không can thiệp vào các hoạt động khác khi sử dụng vùng lãnh hải này một cách hợp pháp. Quyền pháp lý của Hoa Kỳ cũng được thiết lập trên các con tàu và các đảo nhân tạo (cùng với các công trình biển khác).
Cơ quan thi hành luật pháp trên biển là Tuần duyên Hoa Kỳ. Chính phủ liên bang và chính quyền tiểu bang cùng chia sẻ quyền pháp lý về kinh tế và điều hợp đối với những vùng nước do quốc gia làm chủ. 

## Luật quốc tế
Hoa Kỳ không bị ràng buộc bởi luật quốc tế trong việc làm luật để quản lý lãnh thổ của mình. Lãnh thổ Hoa Kỳ có thể bao gồm lãnh thổ bị chiếm đóng. Lãnh thổ Hoa Kỳ cũng có thể bao gồm lãnh thổ đang bị tranh chấp.
Giống như đa số quốc gia, Hoa Kỳ đã giành thêm được lãnh thổ bằng vũ lực hay thu phục. Trên trường quốc tế (đặc biệt là theo Các công ước Den Haag 1899 và 1907), lãnh thổ Hoa Kỳ có thể bao gồm các khu vực bị Lục quân Hoa Kỳ chiếm đóng hay kiểm soát. Khi sự kiểm soát quân sự thực tế được duy trì và thi hành thì sự chiếm đóng (và như thế là sở hữu) được nới rộng đến lãnh thổ đó. Theo công ước, các lực lượng kiểm soát lãnh thổ phải có trách nhiệm cung cấp các nhu cầu thiết yếu của các cá nhân sống dưới sự kiểm soát của họ (các nhu cầu đó bao gồm lương thực, quần áo, nơi trú ẩn, chăm sóc sức khỏe, duy trì luật pháp, và trật tự xã hội). Để tránh sự lạm quyền có hệ thống của các chính phủ bù nhìn khi bị chiếm đóng, các lực lượng chiếm đóng phải thi hành luật pháp mà từng có tại lãnh thổ đó trước khi bị chiếm đóng.

## Khu vực quan thuế
Năm mươi tiểu bang, Đặc khu Columbia, và Puerto Rico hợp thành khu vực quan thuế chính của Hoa Kỳ. Những luật lệ đặc biệt được áp dụng cho các vùng ngoại thương (foreign trade zone) nằm trong các khu vực này. Các khu vực quan thế riêng biệt được thiết lập bởi Samoa thuộc Mỹ, Guam, Quần đảo Bắc Mariana, các tiểu đảo xa của Hoa Kỳ và Quần đảo Virgin thuộc Mỹ.

## Các khu vực khác
Chủ quyền của Hoa Kỳ bao gồm không phận trên đất liền và các vùng nước của mình. Không có thỏa ước quốc tế nào tồn tại để xác định giới hạn chiều cao giữa không phận và không gian bên ngoài trái đất.
Khu vực pháp lý liên bang gồm có các khu biệt lập liên bang như công viên quốc gia và các căn cứ quân sự trong nước mặc dù các khu vực này nằm bên trong lãnh thổ của một tiểu bang. Đa số tiểu bang thực thi quyền pháp lý song song theo một mức độ nào đó với chính phủ liên bang.
Hoa Kỳ thực thi đặc quyền ngoại giao đối với các đại sứ quán và căn cứ quân sự của mình tại ngoại quốc trong đó có Căn cứ Hải quân Vịnh Guantanamo tại Cuba. Tuy thực thi đặc quyền ngoại giao nhưng các vị trí ngoại quốc này vẫn nằm dưới chủ quyền của các quốc gia chủ nhà.
Chính phủ liên bang cũng thực thi quyền làm chủ tài sản nhưng không phải chủ quyền đối với các vùng đất nằm tại nhiều quốc gia ngoại quốc khác nhau. Các thí dụ gồm có Đài tưởng niệm John F. Kennedy được xây tại Runnymede ở Anh Quốc, và 13 hécta đất quanh Pointe du Hoc tại Normandy, Pháp.